# Liste der Monuments historiques in Chazey-sur-Ain
Die Liste der Monuments historiques in Chazey-sur-Ain führt die Monuments historiques in der französischen Gemeinde Chazey-sur-Ain auf.

## Liste der Bauwerke
| Bezeichnung | Beschreibung                  | Standort | Kennzeichnung | Schutzstatus | Datum | Bild           |
| ----------- | ----------------------------- | -------- | ------------- | ------------ | ----- | -------------- |
| Burg        | Erbaut ab dem 12. Jahrhundert | (Lage)   | PA00116377    | Inscrit      | 1987  | weitere Bilder |

## Liste der Objekte
- Monuments historiques (Objekte) in Chazey-sur-Ain in der Base Palissy des französischen Kultusministeriums